# 腓利斯提翁
腓利斯提翁（英語：Philistion of Locri），约活动于公元前4世纪早期。罗克里斯人，古希腊医生与作家，柏拉图的侪辈。他是恩培多克勒的追随者，相信身体的健康取决于火、气、水和土四种元素，他还撰写了一部营养学著作。他的努力促进了医学的进步与发展。 